# Граучо Маркс
Джулиъс Хенри Маркс (на английски: Julius Henry Marx), по-известен като Граучо Маркс (Groucho Marx, 1890 – 1977), е американски комик, телевизионна и кино звезда, който прави кариера и като част от братя Маркс, и самостоятелно. Известен е с бързото си импровизирано остроумие, както и с необикновената си външност – дебели плътни вежди и мустаци, очила и почти неотменна пура в устата. Прави 26 филма. Автор е и на няколко книги.

## Кратка биография
Семейство Маркс израства в Ню Йорк в малка еврейска махала, притисната между ирландско-германския и италианския квартал. Всеки от братята отработва специфичен акцент. За Граучо това е немският. След потапянето на британския лайнер „Лузитания“ през 1915 г. се създават анти-германски настроения и „немският“ герой на Граучо среща неодобрение. Той бързо се отървава от акцента и създава бързо говорещия всезнайко, който става много известен.
Има три брака, които завършват с развод. Има две деца от първия си брак и едно от втория. Почива на 86 години. От всичките братя Маркс Граучо живее най-дълго.